# Castell de Creu
El Castell de Creu és una antiga fortificació medieval, actualment molt desfeta, de la comuna de Matamala, a la comarca del Capcir, de la Catalunya del Nord.

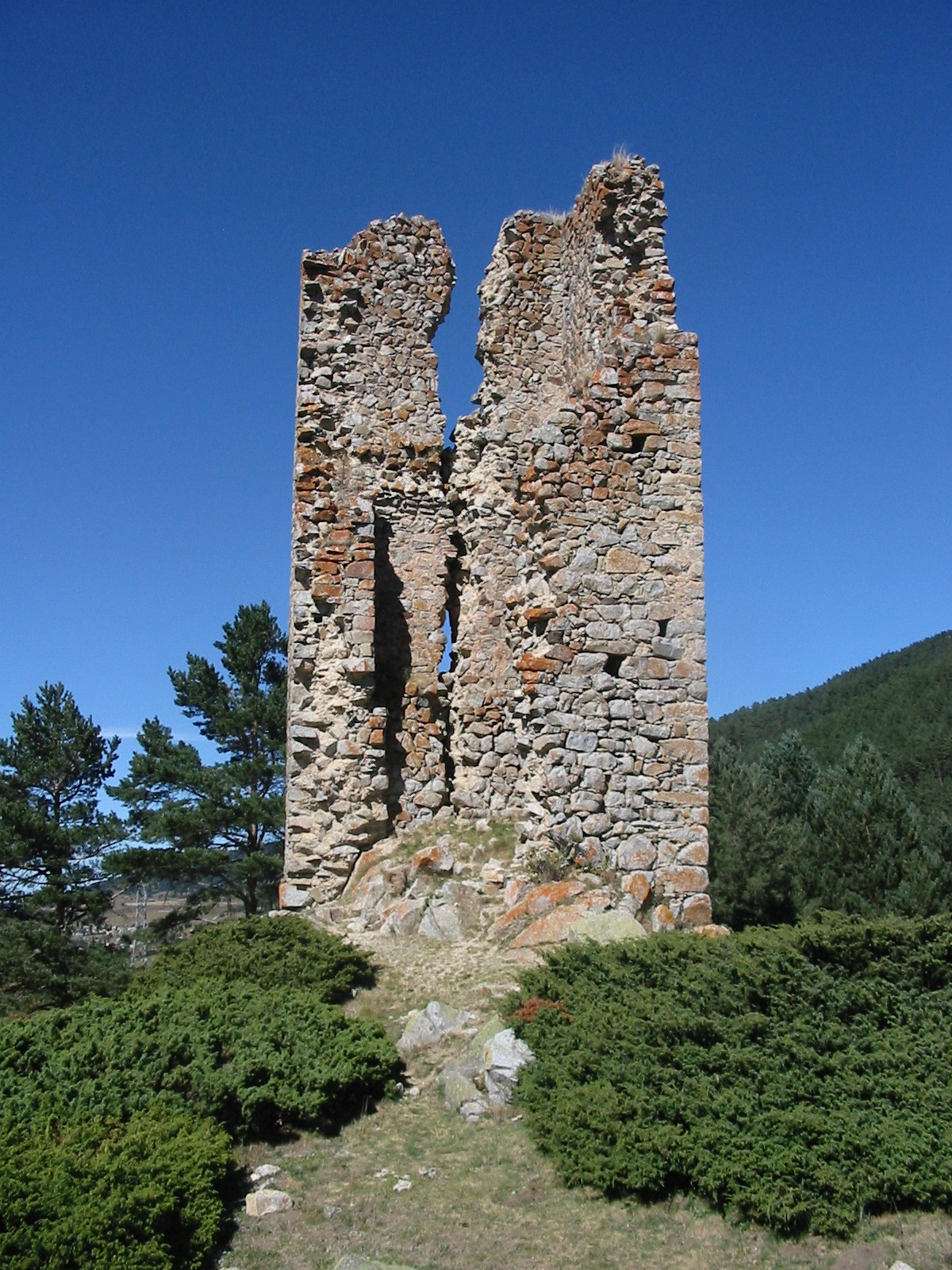
La torre conservada del castell

Les seves restes, amb les del poble de Creu, estan situades en un petit turó de l'esquerra del riu Aude, al peu del camí que des de Formiguera puja al Coll de Creu, al centre del racó septentrional del terme de Matamala.
En l'actualitat, només en resta la torre principal, anomenada Torre de Creu, situada enmig de les restes de parets del vell poble de Creu, també pràcticament del tot desaparegut.

## Història
El castell de Creu està documentat des del 965: apareix en el testament de Sunifred II de Cerdanya i Besalú, en els afrontaments dels alous dels Angles i de Matamala (in ipsa villa que vocant Cruce). Un altre cop és esmentat l'any 1011 com una afrontació dels Angles. Es torna a esmentar en el testament de Guillem II de Cerdanya, el 1035, quan aquest compte llega Creu, juntament amb Ral, al seu fill Berenguer (et in ipsa montania relinquo filio meo Berengario villas secus flumen Ataze que dicunt Crucem et Reali), tot i que n'ha de gaudir en usdefruit la seva muller, la comtessa Elisabet, si queda vídua. Els comtes de Cerdanya se'n reserven sempre la possessió, tot i que en determinats moments hi són documentats, com a castlans, d'altres senyors, com Pere de Domanova a principis del segle xii, que retia homenatge als vescomtes de Castellnou, en aquell moment vassalls dels comtes ceretans.
Posteriorment, i ja sota domini reial, hi apareixen d'altres senyors, com Bernat Esquillat, de Vilafranca de Conflent, sota Jaume II de Mallorca, o Bernat de So, amb el rei Sanç I de Mallorca o Berenguer d'Oms, amb Pere el Cerimoniós. Al darrer li fou venuda la plena senyoria de Creu per Joan I quan encara era Infant. El 1402 consta com a lloc fortificat, situat a la frontera del regne.
Posteriorment passà a domini de l'abadia cistercenca de Santa Maria de Jau i, encara, en el moment de la Revolució Francesa, Creu pertanyia al comte de Torralba.

## Descripció
La torre, únic vestigi romanent del castell, és assentada directament sobre la roca, damunt de blocs de granit grossos. És quadrada, i fa 5,5 metres de costat, amb un gruix de parets de 0,9. Tenia tres pisos, però només es conserva en una alçada considerable els murs est i nord; dels altres dos, només se'n conserva aproximadament la meitat.
La planta baixa, de dos metres d'alçària, fou presumiblement cisterna. L'entrada, a 4 metres d'alçada, era al primer pis, que estava cobert amb volta (se'n conserven els arrencaments). El pis superior, cobert amb fusta, era la sala d'armes. En total feia 10 metres d'alçada, i fou bastida entre els segles xii i xiii.

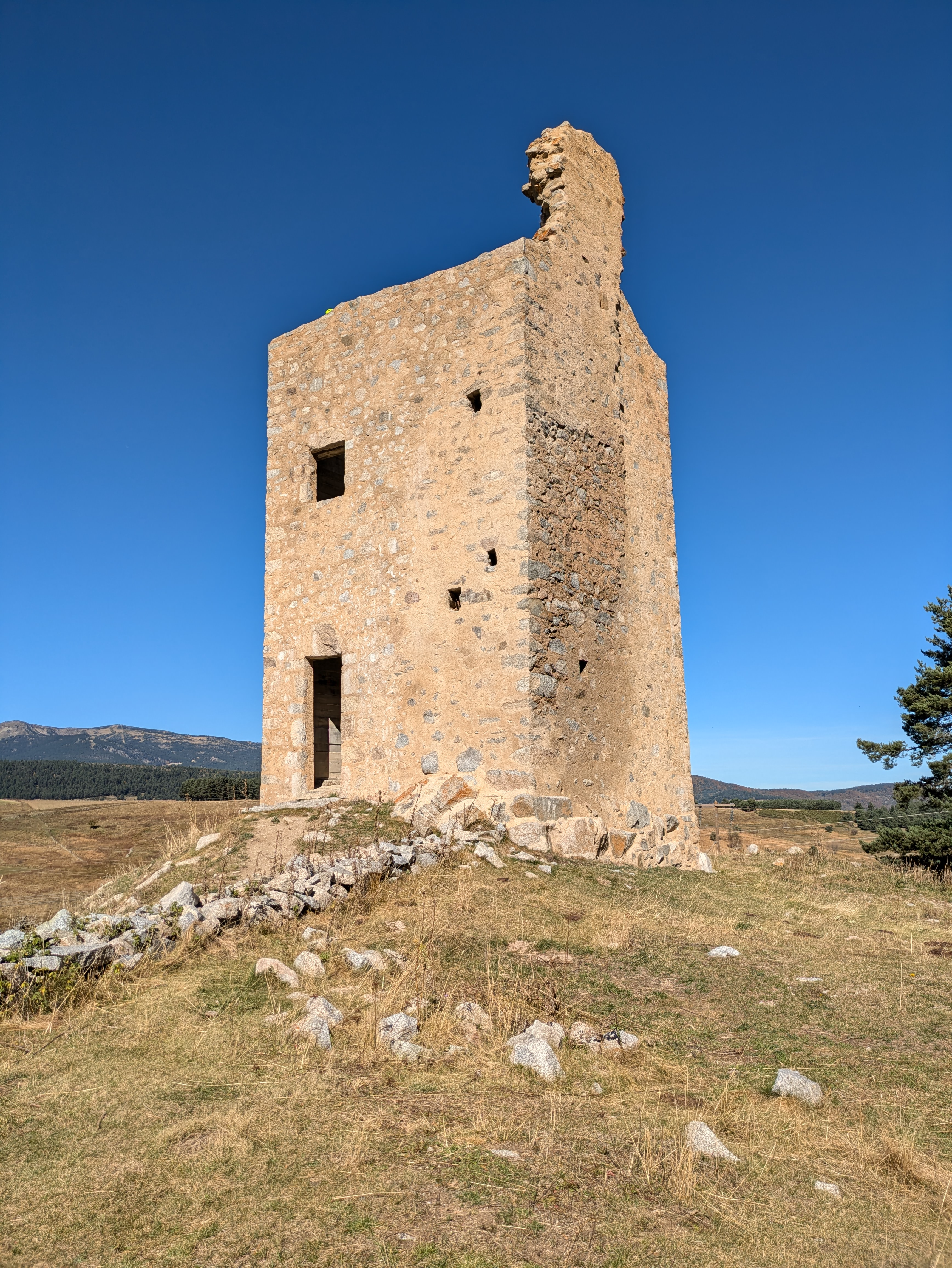
La torre va ser reconstruïda el 2014.